# Cercles dans un cercle
Cercles dans un cercle est un tableau réalisé par le peintre d'origine russe Vassily Kandinsky en 1923. D'un format presque carré, cette huile sur toile est une abstraction qui représente différents disques colorés dans un cercle noir près du centre duquel se croisent deux bandes traversant la composition en diagonale, l'une jaune et l'autre bleu-vert. L'œuvre est conservée au Philadelphia Museum of Art, à Philadelphie, en Pennsylvanie, aux États-Unis.